# An-72 (航空機)
An-72
エストニアのAn-72
- 用途：輸送機
- 設計者：ANTK アントーノウ
- 製造者：キエフ航空機工場「アヴィアーント」（英語版）（試作機）
ハルキウ国営航空機製造企業（ウクライナ語版）
- 初飛行：1977年12月22日
- 生産数：200機
- 運用状況：現役
- ユニットコスト：約1,700-2,000万USドル（2006年時点）

An-72（アントノフ72；ロシア語：Ан-72スィェーミヂスャッドヴァー）は、ソ連のアントノフ設計局（現ウクライナのANTK アントーノウ）が開発した、双発短距離離着陸ジェット輸送機である。NATOコードネームは「コーラー」（Coaler：石炭商）。正面から見るとエンジンが大きな耳のように見えることから、「チェブラーシカ」（ロシアの絵本・アニメのキャラクター）の愛称で呼ばれる。

## 概要

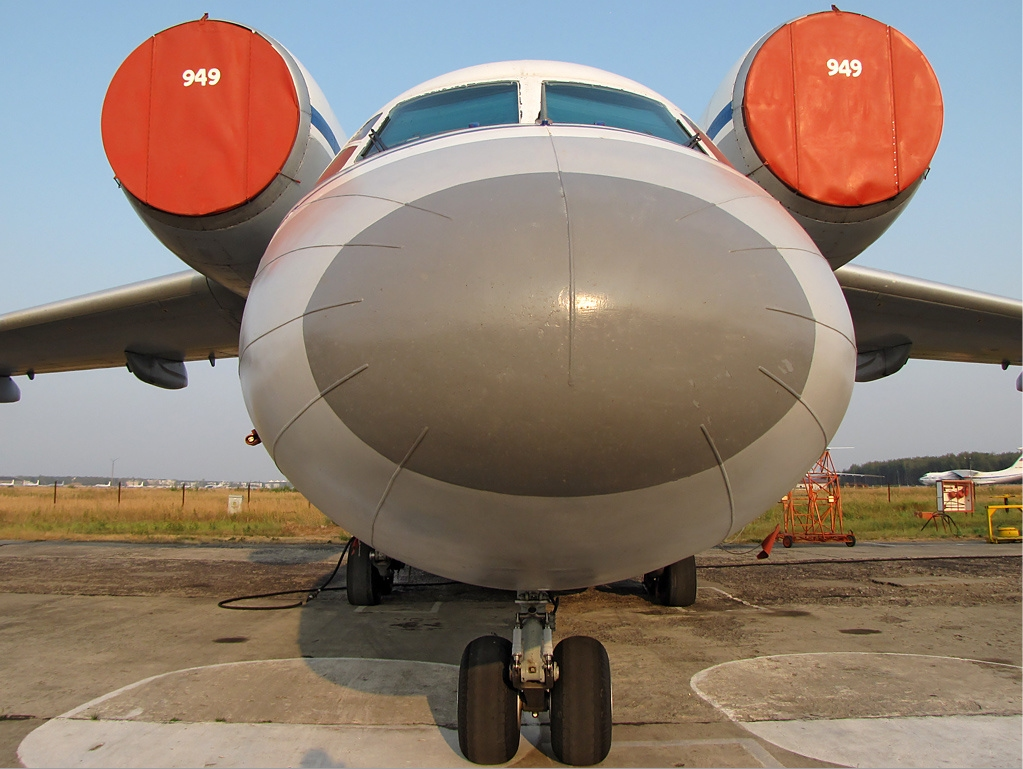
正面から見たAn-72

軍用輸送を主目的に1970年代に開発された。初飛行は1977年12月22日。An-74はAn-72の後期生産型/民間型といえるものであり、さまざまな派生型がある。
兵員などを輸送する場合には、キャンパスシートを用いることで68人、空挺部隊ならば57人を乗せることが可能である。このAn-72ならびにAn-74は、STOL輸送機であり、そのためにコアンダ効果によるパフォーマンスを向上させるために、押し上げる翼の上面の上に吹きつけられる（USB方式）ように、エンジンを主翼の上面に設置している。
このような輸送機のコンセプトはアメリカ合衆国も開発しており、ボーイング社がYC-14としてAn-72よりも早い1976年8月に初飛行したが、アメリカの方は計画が中止されたので、世界で唯一のUSB方式による実用輸送機である。そのため、極地や砂漠など環境が苛酷な地域で運用できる商業的な貨物機として成功しており、各種の派生型が存在している。
胴体後部にランプを持ち、尾翼はT字尾翼。主脚は胴体側面のバルジに収容される。
他のソビエト製の輸送機同様に未舗装の滑走路での短距離離着陸能力を持つ。そのため、1997年と1998年のパリ・ダカールラリーでは2機のAn-72が使用され、1999年には合計4機がラリーで使用された。

## 派生型
An-72（コーラーA）
原型機。
An-72A（コーラーC）
軍用輸送機。原型機よりも2mストレッチされている。
An-72P
洋上哨戒機型。23mm機関砲などを装備。1990年代に開発。
An-74A
後期生産型/民間型。
An-74T
貨物型。
An-74TK-100
An-74P-200D
An-74TK-300
An-71
空中早期警戒機

## 運用者

### 民間
2006年の時点で合計51機のAn-72とAn-74が運用されている。主な運行会社はBadr Airlines（3）, Air Armenia（3）, Enimex（5）, Gazpromavia（12）, とShar Ink（8）である。他に17社が少数の運用を行っている。
 アルメニア
- アルメニア航空

 エストニア
- Enimex

 ラトビア
- RAF-Avia

 フランス
- Darta

 メキシコ
- Air One

 ロシア
- ガスプロムアヴィア
- Yamal 航空
- アエロフロート・ロシア航空

 スーダン
- Badr 航空

 ウクライナ
- モトール・シーチ航空
- アントノフ航空

### 軍用
アンゴラ
- アンゴラ空軍

 エジプト
- エジプト空軍 – 9（An-74T-200A）（更に4機発注）

 ジョージア
- グルジア空軍

 イラン
- イスラム革命防衛隊 – 4（An-74TK-200）7（An-74T-200）

 カザフスタン
- カザフスタン防空軍 - 2023年時点で、2機のAn-72を保有している[2]。

 リビア
- リビア空軍

 モルドバ
- モルドバ空軍 – 2011年時点で、2機のAn-72を保有していた[3]。退役済み[4]。

 ペルー
- ペルー空軍 – 2（1990年代末まで運用、その後民間市場へ売却）

 ロシア
- ロシア空軍

 ウクライナ
- ウクライナ空軍 – 26

など

## 諸元・性能

三面図

出典: 
諸元
- 乗員: 3名
- 定員: 兵員68名/空挺部隊57名
- ペイロード: 10,000 kg (22,000 lb)
- 全長: 28.07 m (92 ft 1 in)
- 全高: 8.65 m (28 ft 5 in)
- 翼幅: 31.89 m (104 ft 8 in)
- 翼面積: 98.62 m2 (1,061.5 sq ft)
- 空虚重量: 19,050 kg (42,000 lb)
- 最大離陸重量: 34,500 kg (76,100 lb)
- 動力: ZMKB イーフチェンコ＝プロフレースD-36 ターボファンエンジン、62.8kN   × 2

性能
- 最大速度: 705 km/h (381 kn)  ※高度10,000m（32,810ft）時
- 巡航速度: 600 km/h (320 kn)
- 航続距離:

- フェリー時：4,800 km (2,600 nmi)
- 最大積載時：800 km (430 nmi)

- 実用上昇限度: 11,000 m (36,000 ft)
- 離陸滑走距離: 400–450 m (1,310–1,480 ft)
- 着陸滑走距離: 350–400 m (1,150–1,310 ft)

|                  | C-1                                                  | G.222                                    | C-27J                                                      | C-295                                                         | An-26                               | An-72                                   |
| ---------------- | ---------------------------------------------------- | ---------------------------------------- | ---------------------------------------------------------- | ------------------------------------------------------------- | ----------------------------------- | --------------------------------------- |
| 画像             |                                                      |                                          |                                                            |                                                               |                                     |                                         |
| 乗員             | 5名                                                  | 4名                                      | 3名                                                        | 2名                                                           | 5名                                 | 3 - 5名                                 |
| 全長             | 29.0 m                                               | 22.7 m                                   | 22.7 m                                                     | 24.50 m                                                       | 23.80 m                             | 28.07 m                                 |
| 全幅             | 30.6 m                                               | 28.7 m                                   | 28.7 m                                                     | 25.81 m                                                       | 29.20 m                             | 31.89 m                                 |
| 全高             | 9.99 m                                               | 9.8 m                                    | 9.8 m                                                      | 8.60 m                                                        | 8.58 m                              | 8.65 m                                  |
| 空虚重量         | 23,320 kg                                            | 14,590 kg                                | 17,000 kg                                                  | 11,000 kg                                                     | 15,200 kg                           | 19,050 kg                               |
| 最大離陸重量     | 45,000 kg                                            | 28,000 kg                                | 30,500 kg                                                  | 23,200 kg                                                     | 24,000 kg                           | 34,500 kg                               |
| 最大積載量       | 11,900 kg                                            | 9,000 kg                                 | 11,500 kg                                                  | 9,250 kg                                                      | 5,500 kg                            | 10,000 kg                               |
| 発動機           | P&W JT8D ×2                                          | GE T64-GE-P4D ×2                         | RR AE 2100-D2A ×2                                          | P&Wカナダ PW127G ×2                                           | プログレス AI-24VT ×2               | プログレス D-36 ×2                      |
| 発動機           | ターボファン                                         | ターボプロップ                           | ターボプロップ                                             | ターボプロップ                                                | ターボプロップ                      | ターボファン                            |
| 巡航速度         | 650 km/h                                             | 439 km/h                                 | 583 km/h                                                   | 480 km/h                                                      | 440 km/h                            | 600 km/h                                |
| 航続距離         | - 0 t / 2,400 km - 6.5 t / 2,185 km - 8 t / 1,500 km | - フェリー時 / 4,633 km - 9 t / 1,371 km | - フェリー時 / 5,926 km - 6 t / 4,260 km - 11 t / 1,852 km | - フェリー時 / 5,220 km - 4.5 t / 4,300 km - 9.2 t / 1,445 km | - 0 t / 2,550 km - 5.5 t / 1,100 km | - フェリー時 / 4,800 km - 10 t / 800 km |
| 最短離陸滑走距離 | 460 m                                                | 662 m                                    | 580 m                                                      | 670 m                                                         | 1,240 m                             | 400 m                                   |
| 初飛行           | 1970年                                               | 1970年                                   | 1999年                                                     | 1997年                                                        | 1969年                              | 1977年                                  |
| 運用状況         | 退役                                                 | 現役                                     | 現役                                                       | 現役                                                          | 現役                                | 現役                                    |

## 文献
- Gunston, Bill. The Osprey Encyclopaedia of Russian Aircraft 1875–1995. London: Osprey, 1995. ISBN 1-85532-405-9.